# Штрасберг (Цоллернальб)
Штрасберг (нім. Straßberg) — громада в Німеччині, знаходиться в землі Баден-Вюртемберг. Підпорядковується адміністративному округу Тюбінген. Входить до складу району Цоллернальб.
Площа — 24,91 км2. Населення становить 2455 ос. (станом на 31 грудня 2020).